# Apelacja (powieść)
Apelacja (ang. The Appeal) – thriller prawniczy autorstwa amerykańskiego pisarza Johna Grishama. Światowa premiera książki odbyła się 29 stycznia 2008 roku w Stanach Zjednoczonych, a w Polsce wydano ją 5 czerwca tegoż roku.

## Opis fabuły
Wes i Mary Grace Paytonowie są małżeństwem prawników z Missisipi wynajętym przez Jeanette Baker, której mąż i syn zmarli na nowotwór wywołany piciem zanieczyszczonej wody. Pozywają oni Krane Chemical, kompanię chemiczną, która przez wiele lat zanieczyszczała glebę toksycznymi substancjami. Przysięgli przyznają powodom 41 milionów dolarów odszkodowania. Wówczas do kancelarii Paytonów zgłaszają się inni poszkodowani w podobny sposób przez ten sam podmiot i oczekują oni podobnych wyroków. Również inni prawnicy zamierzają zakładać procesy o gigantyczne odszkodowania. Tymczasem adwokaci Krane Chemical składają apelację do Sądu Najwyższego stanu Missisipi, a Carl Trudeau, większościowy udziałowiec w przedsiębiorstwie, za pomocą knowań zamierza wpłynąć na skład sędziowski, a tym samym zapewnić sobie korzystny wyrok. Po wieloletniej batalii o sprawiedliwość, wyrok zostaje uchylony, a Krane Chemical uniewinnione.